# Автошлях Т 0217
Автошля́х Т 0217 — автомобільний шлях територіального значення у Вінницькій області. Пролягає територією Мурованокуриловецького району через Муровані Курилівці — Горай. Загальна довжина — 23,6 км.

## Маршрут
Автошлях проходить через такі населені пункти:
| Автошлях Т 0217             |         |
| Вінницька область           |         |
| Мурованокуриловецький район |         |
| Муровані Курилівці          | Т 2308  |
| Роздолівка                  |         |
| Морозівка                   |         |
| Котюжани                    |         |
| Малий Обухів                |         |
|                             | E583М21 |
| Горай                       |         |